# Pechipogo pectitalis
Pechipogo pectitalis är en fjärilsart som beskrevs av Jacob Hübner 1796. Pechipogo pectitalis ingår i släktet Pechipogo och underfamiljen sprötflyn till familjen näbbflyn. Inga underarter finns listade i Catalogue of Life.